# Biblide (nome)
Biblide  è un nome proprio di persona italiano femminile.

## Varianti
- Femminili: Bibli[2]

### Varianti in altre lingue
- Catalano: Biblis[3], Biblides[3]
- Greco antico: Βυβλίς (Byblis)
- Greco moderno: Βυβλίς (Vyvlis), Βιβλίς (Vivlis), Βυβλίδα (Vivlida)
- Latino: Byblis[2], Biblis, Biblides
- Russo: Библида (Biblida), Библис (Biblis)
- Spagnolo: Biblis[3], Biblides[3]
- Ungherese: Büblisz

## Origine e diffusione

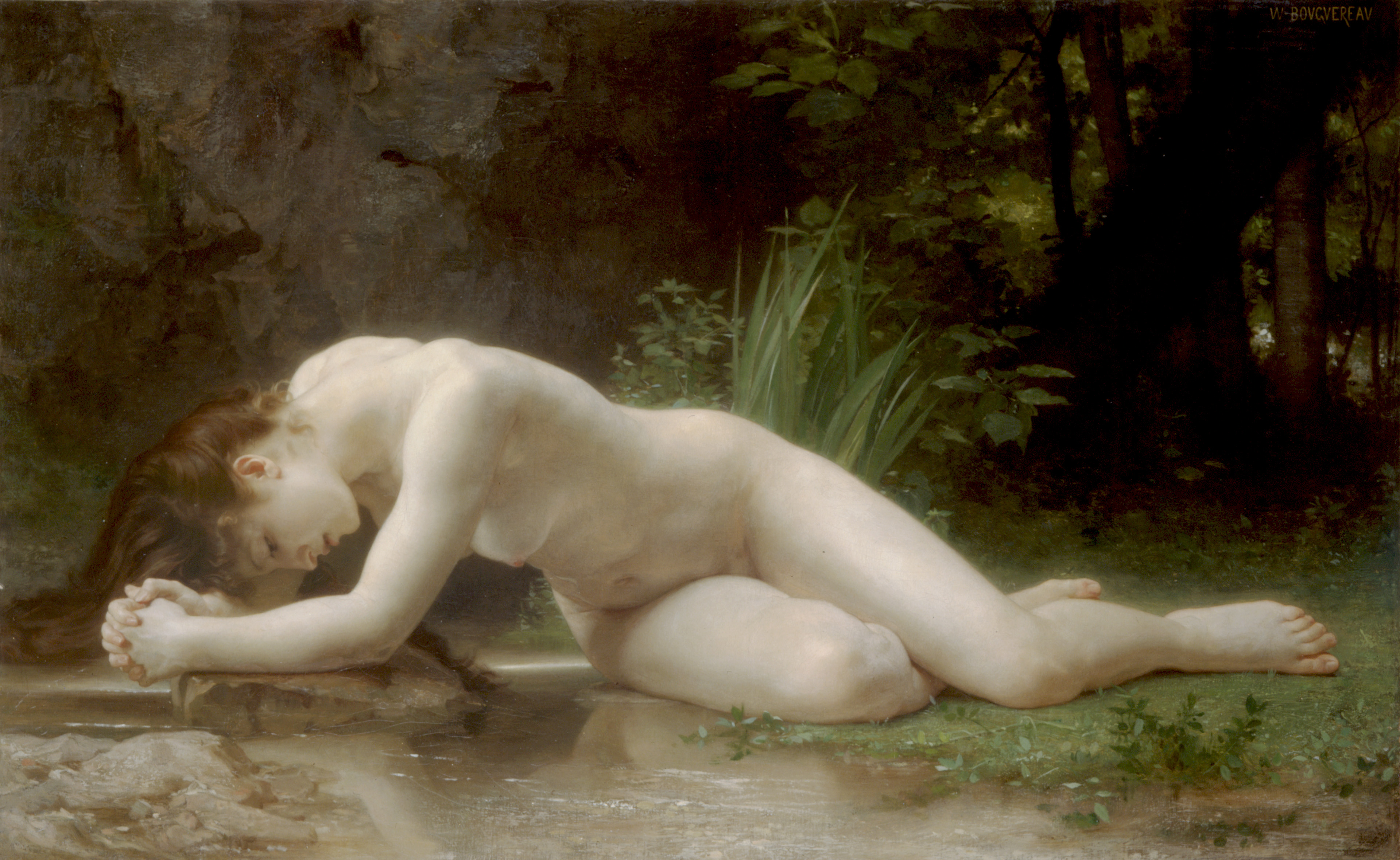
Biblide, di William-Adolphe Bouguereau

È un nome di tradizione classica, portato nella mitologia greca da Biblide, la figlia di Mileto che s'innamorò di suo fratello Cauno e, respinta, pianse così tanto che venne tramutata dagli dei in una fonte. 
L'etimologia del nome è incerta. Viene frequentemente ricondotto al termine βύβλος (byblos o Bublos, "papiro", "libro"), ma si tratta di paretimologie, in quanto il nome è di origine non greca.
In Italia, dove è registrato un suo uso anche al maschile, è rarissimo, perlopiù riflesso del debole culto verso santa (o san) Biblide.

## Onomastico
L'onomastico può essere festeggiato il 2 giugno, data di commemorazione di santa Biblide (o san Biblide), martire a Lione sotto Marco Aurelio insieme a santa Blandina.